# Łazowiki
Łazowiki (biał. Лазовікі; ros. Лазовики) – wieś na Białorusi, w obwodzie witebskim, w rejonie postawskim, w sielsowiecie Wołki.
Nazwa dawnej używana – Łozowiki.

## Historia
W czasach zaborów ówczesny folwark w granicach Imperium Rosyjskiego.
W dwudziestoleciu międzywojennym folwark a następnie kolonia leżała w Polsce, w województwie wileńskim, w powiecie duniłowickim (od 1926 postawskim), w gminie Łuck (od 1927 gmina Kozłowszczyzna).
Według Powszechnego Spisu Ludności z 1921 roku zamieszkiwały tu 142 osoby, 77 było wyznania rzymskokatolickiego, 65 prawosławnego. Jednocześnie 33 mieszkańców zadeklarowało polską przynależność narodową, a 109 białoruska. Było tu 27 budynków mieszkalnych. W 1931 w 30 domach zamieszkiwało 136 osób.
Miejscowość należała do parafii rzymskokatolickiej w Mosarzu i prawosławnej w Osinogródku. Podlegała pod Sąd Grodzki w Duniłowiczach i Okręgowy w Wilnie; właściwy urząd pocztowy mieścił się w Kozłowszczyźnie.
W 1938 roku miejscowość należała do gromady Osinogródek gminy Kozłowszczyzna.
Po agresji ZSRR na Polskę w 1939 roku wieś znalazła się pod okupacją sowiecką, w granicach BSRR. W latach 1941–1944 była pod okupacją niemiecką. Następnie leżała w BSRR. Od 1991 roku w Republice Białorusi.